# Erkin Vohidov

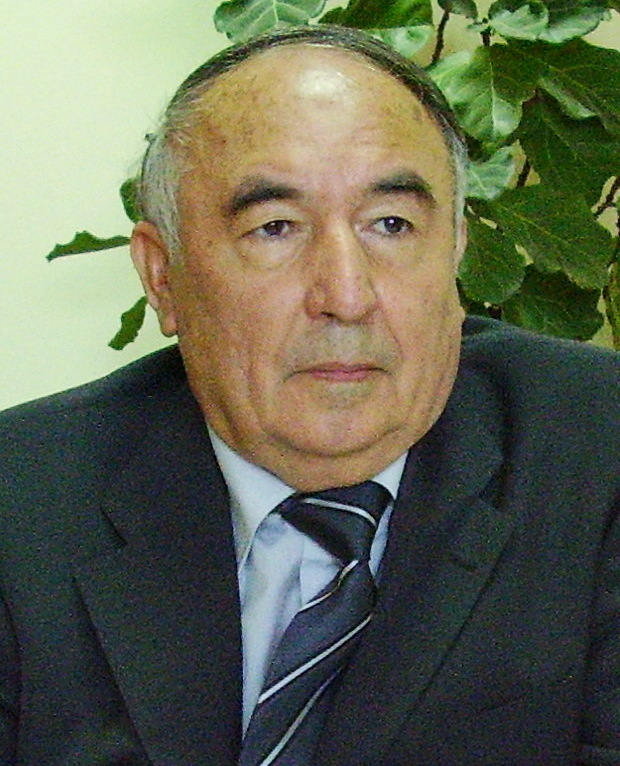
Erkin Vohidov (2006)

Erkin Vohidovich Vohidov (usbekisch Эркин Воҳидович Воҳидов, russisch Эркин Вахидович Вахидов Erkin Wachidowitsch Wachidow; * 28. Dezember 1936 in Altyarykski rajon, Usbekische SSR; † 30. Mai 2016 in Taschkent) war ein usbekischer bzw. sowjetischer Dichter und Dramatiker sowie Politiker.

## Leben
Im Jahr 1960 absolvierte er die Philologische Fakultät der Staatlichen Universität Taschkent. Nach seinem Universitätsabschluss arbeitete er als Redakteur (1960–1963) und Chefredakteur (1975–1982) des Verlags „Ёш гвардия“; als Redakteur, Chefredakteur (1963–1970) und Direktor (1985–1987) des Verlags für Literatur und Kunst, benannt nach Gafur Gulam; von 1982 bis 1985 war er der erste Chefredakteur der Zeitschrift Yoshlik.
Ab 1990 war er in öffentlichen und staatlichen Funktionen tätig:
Von 1990 bis 1994 war er Abgeordneter im Obersten Sowjet der Usbekischen SSR bzw. im Obersten Rat der Republik Usbekistan. Ab August 1995 war er Abgeordneter im Oliy Majlis und bei der Parlamentswahl in Usbekistan 1999 wurde er erneut zum Abgeordneten gewählt. Von 1995 bis 2005 war er Vorsitzender des Ausschusses für internationale Angelegenheiten und zwischenparlamentarische Beziehungen des Oliy Majlis. 2005 wurde er vom Präsidenten zum Abgeordneten des Senats ernannt. Dort war er von 2005 bis 2009 Vorsitzender des Ausschusses für Wissenschaft, Bildung, Kultur und Sport.

## Schaffen
Schon in der Schule begann er, seine ersten Verse zu schreiben. Der erste Vers von Erkin Vahidov, Der Atem der Morgendämmerung, wurde im Jahr 1961 veröffentlicht. Die folgenden Gedichtsammlungen des Dichters erschienen praktisch jährlich – An euch, meine Lieder (1962), Herz und Verstand (1963), Mein Stern (1964), Echo (1965), Lyrik (1966), Die Couch der Jugend (1969), Das Lichtchen (1970), Die heutige Jugend (1971).
Der Dichter Robert Roschdestwenski schätzte das Schaffen von Erkin Vahidov hoch ein und äußerte sich positiv über seine Werke:

„Sein aufrichtiges und hartes Gedicht Der Traum der Erde hat mir besonders gefallen, ebenso wie das vielschichtige und mehrstimmige Gedicht Der Aufstand der Unsterblichen über den bengalischen Dichter Nazrul Islam. Hier zeigt die Autorenstimme all ihre Möglichkeiten und alle Register – vom Flüstern bis zum Schrei...“

Erkin Vohidov versuchte sich in verschiedenen Genres – episch, publizistisch – jedoch zog es ihn immer mehr zur Lieddichtung hin. Viele seiner Gedichte sind als Lieder bekannt, interpretiert von usbekischen Sängern. Später unterschied sich das Schaffen von Erkin Vahidov deutlich von seinen früheren Werken, er befreite sich von der ihm früher eigenen Lakonie und Stakkato hin zu fließenderen Intonationen. In dieser Zeit werden die Gedichtsammlungen Liebe (1976), Lebende Planeten (1978), Ostufers (1982), Botschaft an die Nachkommen (1983), Schlaflosigkeit (1985), Leiden (1991), Bittere Wahrheit ist besser (1992) veröffentlicht.
Erkin Vahidovs Werke umfassen die Gedichte Traum der Erde, Ein Gedicht, geschrieben im Zelt, Treue, Aufstand der Unsterblichen, Der Eroberer und der Bartträger, die Stücke Goldene Mauer, Istanbuler Tragödie, Der zweite Talisman.
Er hat Goethes Faust, Gedichte von S. Jessenin, A. Twardowski, M. Iqbal, R. Gamzatov und vielen anderen Dichtern ins Usbekische übersetzt.

## Auszeichnungen
- Volksdichter der Usbekischen SSR
- Orden der Freundschaft (1994)[5]
- Orden „Für herausragende Leistungen“ (1996)[6]
- Held Usbekistans (1999)[7]